# Gary Gabelich
Gary Gabelich (29 de agosto de 1940 – 26 de enero de 1984) fue un piloto estadounidense, que batió el récord de velocidad en tierra en 1970. 

## Semblanza
Gabelich fue un antiguo piloto de la N.A.S.A. y piloto de carreras estadounidense de ascendencia croata, que estableció el récord de velocidad en tierra con su vehículo propulsado por cohetes "Blue Flame" el 23 de octubre de 1970, alcanzando una velocidad superior a los mil km/h con su prototipo "Blue Flame", utilizando como combustible una mezcla parecida a la de los cohetes lanzados al espacio. 
Utilizando este recurso, logró romper el récord de Breedlove de 966 km/h con su "Espíritu de América", superando la marca anterior en más del 1,1% requerido por el organismo internacional de récords para su homologación.
Antes de romper el récord Gary Gabelich hizo varios intentos, sufriendo en uno de ellos un pequeño accidente; en otro intento solo alcanzó una media de 968 km/h, superando la velocidad de Breedlove, pero no el 1,1% reglamentario exigido por rl organismo internacional de récords. Cabe destacar que el automóvil contaba con neumáticos que fueron especialmente fabricados para romper ese récord.
Con posterioridad se han registrado varios intentos de batir el récord de Gary Gabelich en el lago seco de Bonneville Salt Flats  (Wendover, Utah EE. UU.).